# Мухолов-клинодзьоб узлісний
Мухолов-клинодзьоб узлісний (Todirostrum poliocephalum) — вид горобцеподібних птахів родини тиранових (Tyrannidae). Ендемік Бразилії.

## Опис

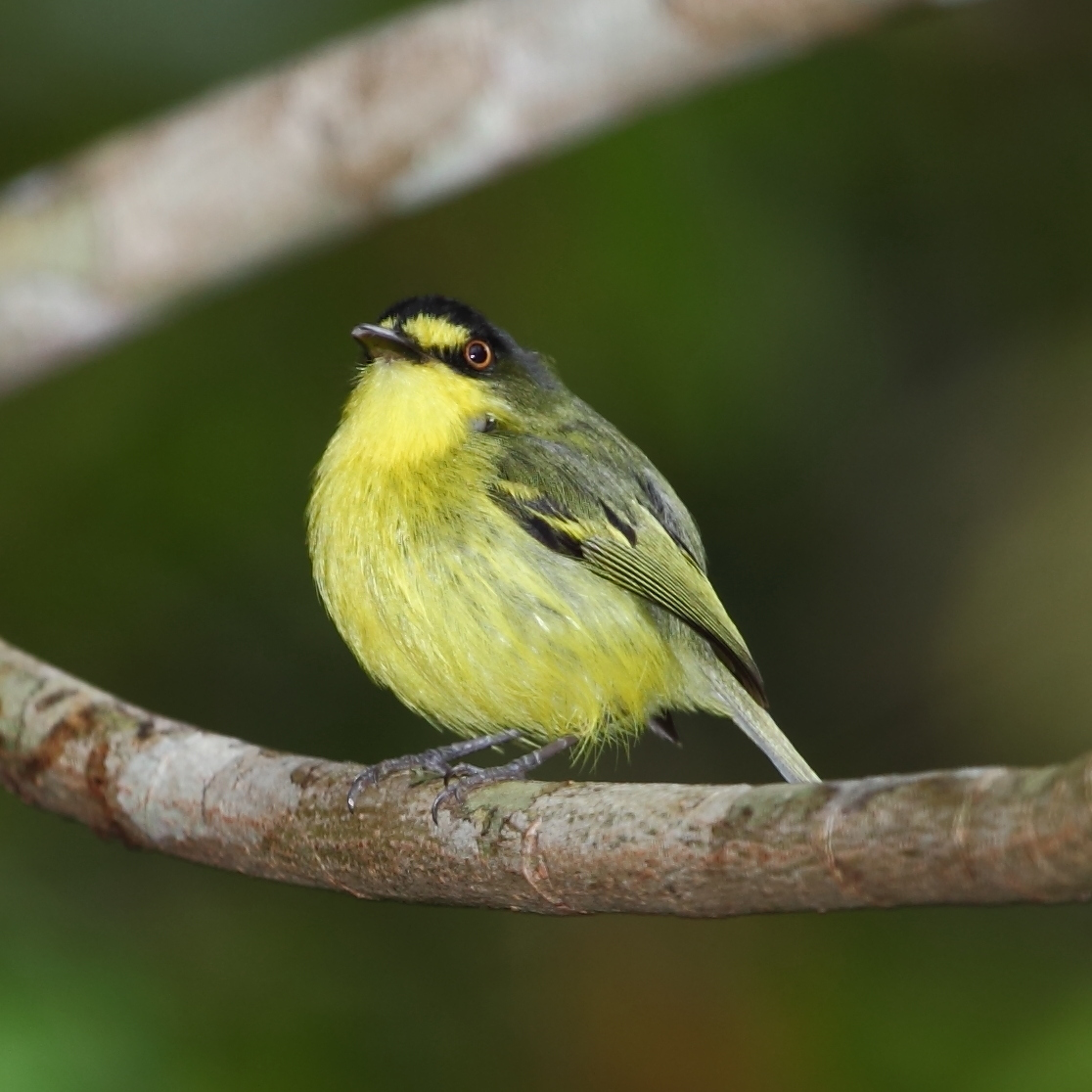
Узлісний мухолов-клинодзьоб

Довжина птаха становить 9-10 см, вага 6,8 г. Верхня частина тіла оливково-сіра, хвіст оливковий. Нижня частина тіла жовта. Верхня частина голови темна, сірувато-синя. Перед очима характерні жовті плями. Очі жовтувато-оранжеві, дзьоб плаский.

## Поширення і екологія
Узлісні мухолови-клинодзьоби мешкають на південному сході Бразилії, від південно-східної Баїї і південного Мінас-Жерайсу до східної Санта-Катарини. Вони живуть на узліссях вологих атлантичних лісів та в садах. Зустрічаються на висоті до 1200 м над рівнем моря. Живляться дрібними плодами і комахами, на яких чатують серед рослинності та ловлять в польоті.